# 한국스포츠개발원
한국스포츠정책개발원(Korea Institute of Sports Science ; KISS)은 스포츠과학을 통한 엘리트 스포츠 경기력 향상, 국민의 행복 실현 및 건강증진을 위한 생활체육 진흥, 체육전문인력 양성과 스포츠산업육성을 지원하기 위하여 설립된 대한민국국민체육진흥공단 산하기관이다. 서울특별시 노원구 화랑로 727 (공릉동)에 위치하고 있다.

## 연혁
- 1980년 12월 29일 태릉선수촌에 스포츠과학연구소 설립
- 1989년 7월 8일 재단법인 한국체육과학연구원 설립
- 1989년 11월 1일 1급 경기지도자 연수원 지정
- 1990년 8월 8일 1급 경기지도자 자격검정기관 지정
- 1990년 10월 17일 2급 생활체육지도자 연수원 지정 및 2급, 3 급 생활체육지도자 자격검정기관 지정
- 1994년 1월 1일 2급 경기지도자 자격검정기관 지정
- 1994년 12월 14일 국민체력센터 개관
- 1995년 5월 3일 1급 생활체육지도자 연수원 지정
- 1996년 10월 4일 체육행정공무원 전문 교육과정 지정
- 1999년 1월 1일 서울올림픽기념국민체육진흥공단 부설 통합
- 2000년 1월 1일 (재)국민체력센터 분리 독립
- 2003년 3월 31일 지방공무원 선택전문교육 훈련기관 지정
- 2003년 5월 27일 스포츠용품 시험검사소 설립
- 2003년 7월 10일 (재)국민체력센터 올림픽 공원 이전
- 2004년 3월 25일 체육학술진흥사업 시작
- 2004년 6월 27일 KOLAS 국제공인시험기관 인정
- 2008년 5월 16일 국제행사 전문연구기관 선정
- 2012년 6월      UNESCO 석좌기관 선정
- 2012년 12월      제11대 정동식 원장 취임
- 2014년 1월      한국스포츠개발원으로 개편

## 주요 업무
- 국민체육진흥을 위한 체육정책 개발 및 지원
- 스포츠과학의 체계적 · 종합적 연구
- 국가대표선수 경기력향상 지원
- 체육지도자 및 스포츠산업전문인력 양성
- 체육정보망 구축· 서비스 지원
- 스포츠산업 진흥 연구 및 지원

## 조직

### 한국스포츠개발원장

#### 정책개발실
- 연구기획팀
- 행정지원팀

#### 스포츠산업지원센터
- 산업기획팀
- 산업기술팀
- 산업지원팀
- 시장개척팀

#### 체육인재육성단
- 인재육성팀
- 국제인재팀

## 같이 보기
- 국민체육진흥공단